# Sofía Espinoza Álvarez
Sofía Stefani Espinoza Álvarez (Coahuila, México, 5 de mayo de 1989) es un autora, investigadora, criminóloga, abogada y activista méxicoamericana comprometida con la defensa de los derechos humanos en general, en particular de los grupos étnicos marginados.

## Educación
Licenciada en Justicia Criminal egresada de la Universidad Sul Ross State University, Texas. Durante sus años en Sul Ross State University, comenzó a investigar los elementos sociológicos del sistema judicial de los EE. UU. Tras finalizar sus estudios optado por estudiar la carrera de Derecho en la Universidad de León en Guanajuato. Actualmente cursa la maestría en Análisis Político en la Universidad de Guanajuato.

## Trabajo Académico
Sofía Stefani Espinoza Álvarez es autora y coautora de publicaciones científicas en una amplia gama de temas, incluyendo varios libros académicos. Su investigación ha sido publicada en revistas académicas nacionales e internacionales.
Como investigadora y criminóloga, ha participado en un programa intensivo de investigación y publicación destinada a proporcionar a los lectores información basada en la evidencia y el análisis de las cuestiones de Latinas y Latinos en los Estados Unidos.
Sofía Stefani ha analizado étnicas raciales, así como de género y desigualdades socioeconómicas en el sistema de justicia penal de EE. UU. y México, especialmente los que se han desarrollado en la culminación de diversas guerras nacionales e internacionales de control social, como la lucha contra el crimen, la guerra contra los narcóticos (drogas), la guerra contra los inmigrantes, y más recientemente la guerra contra el terrorismo. Estos “movimientos” se exploran en sus publicaciones académicas.
Sus publicaciones incluyen varios capítulos de libros académicos, artículos de revistas y libros. Su investigación se ha publicado en revistas nacionales e internacionales arbitradas, incluyendo: (Criminal Law Bulletin, 2014); "Neoliberalism, Criminal Justice, and Latinos: The Contours of Neoliberal Economic Thought and Policy on  Criminalization.” (Latino Studies, 2016) y “Capital Punishment on Trial: Who Lives, Who Dies, Who Decides—A Question of Justice?”  (Criminal Law Bulletin, 2014).

## Libros
- Hispanics in the U.S. Criminal Justice System:  Ethnicity, Ideology, and Social Control, with Martin Guevara Urbina (2018). ISBN 978-0398092160[6]
- Immigration and the Law: Race, Citizenship, and Social Control, with Martin Guevara Urbina (2018). ISBN 978-0-816-537624.[7]
- Ethnicity and Criminal Justice in the Era of Mass Incarceration:  A Critical Reader on the Latino Experience, with Martin Guevara Urbina (2017).  ISBN 978-0398091538[8]
- Latino Police Officers in the United States: An Examination of Emerging Trends and Issues (2015).  ISBN 978-0-398-08144-7.[9]

## Activismo
Desde 2013 Espinoza Álvarez ha luchado a favor de los derechos humanos de los inmigrantes mexicanos, a través de la organización no lucrativa—Fundación Empower Global México. 
Álvarez contribuye como columnista en Univision, El Universal y Huffington Post donde retrata sus investigaciones sobre las realidades étnicas de los latinos y el sistema jurídico estadounidense, e ilustra temas como la representación de la diversidad.